# Жилкино (Вологодская область)
Жилкино — деревня в Бабушкинском районе Вологодской области.
Входит в состав Тимановского сельского поселения, с точки зрения административно-территориального деления — в Тимановский сельсовет.
Расстояние по автодороге до районного центра села имени Бабушкина составляет 43 км, до центра муниципального образования Тимановой Горы — 0,5 км. Ближайшие населённые пункты — Доркин Починок, Овсянниково, Тиманова Гора.
Согласно книге «Родословие Вологодской деревни», впервые деревня упоминается в письменных источниках в 1623 г. как деревня Жилкина Илезской волости Тотемского уезда. Населена была чёрносошными крестьянами.
В ревизской сказке за 1782 г. население деревни Жилкино указано равным 139 человек.
В 1906 г, согласно «Списку лиц ... , имеющих право участвовать в Предварительном Съезде по выборам в Государственную Думу по Тотемскому уезду», в деревне Жилкино были:
- Лавка (владелец — Владимир Дмитриевич Андреев)[6]:16
- Мельница (владелец — Максим Дормитонтович Манойлов)[6]:16

Население по данным переписи 2002 года — 95 человек (46 мужчин, 49 женщин). Всё население — русские.